# Hyperfocus (psychologie)

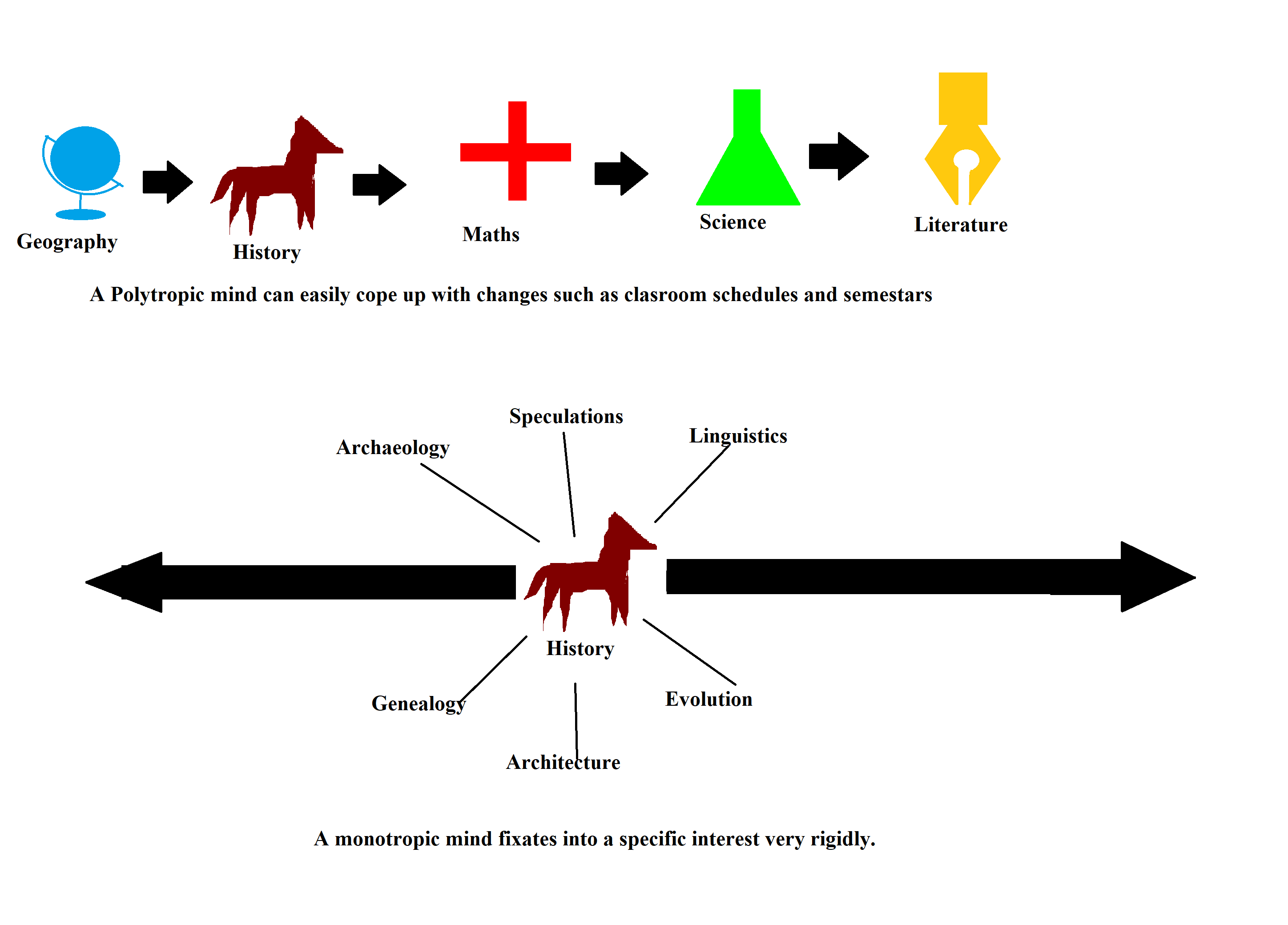
Apprentissage monotropique (hyperfocus) et polytropique.

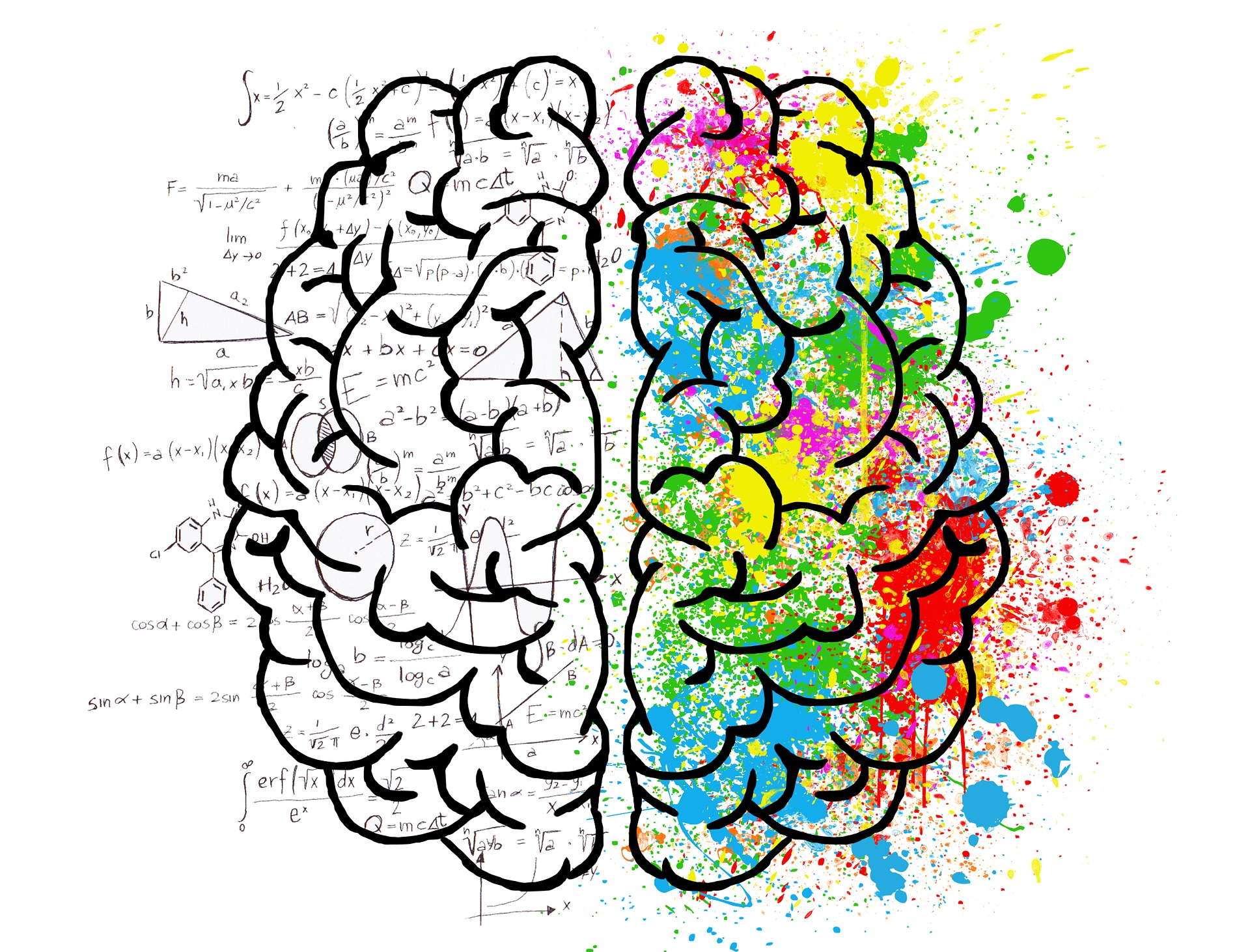
en tant que symptôme de santé mentale. C'est à l'étude mais non prouvé empiriquement,,.

Dans les domaines de la psychologie et de la psychiatrie, l'hyperfocus (ou l'hyperconcentration) est une forme intense de concentration mentale ou de visualisation, qui concentre l'attention d'un individu sur un objet, un sujet, une situation ou une tâche.
Chez certaines personnes, l'hyperfocus peut inclure des rêves éveillés, des concepts, de la fiction, l'imagination et d'autres objets de l'esprit.[réf. nécessaire]
L'hyperfocus sur un  sujet particulier peut entraîner un détournement de tâches assignées ou importantes relatives à d'autres sujets.

## Liens entrehyperfocusetflow
Les concepts de flow et hyperconcentration sont liés. Dans certaines circonstances, le flow et l'hyperconcentration sont une aide à la réussite, mais dans d'autres circonstances, la même concentration et le même comportement peuvent être un handicap, car distrayant par exemple d'une tâche à accomplir.
Cependant, contrairement à l'hyperfocus, le flow est souvent décrit en termes plus positifs, suggérant qu'ils ne sont pas les deux faces d'une même condition dans des circonstances ou un intellect contrastés[pas clair].

## Trait ou symptôme psychiatrique
L'hyperfocus peut dans certains cas également être symptomatique d'une affection psychiatrique.
En psychiatrie, l'hyperfocus est considéré comme l'un des traits importants du TDAH[réf. nécessaire] (paradoxalement, avec l'inattention).
Et il a été proposé comme un trait d'autres états psychologiques, telles que la schizophrénie et les troubles du spectre autistique (TSA).
On parle parfois aussi de persévération — une incapacité ou une grande difficulté à changer de tâche ou d'activité (« set-shifting »), ou à s'abstenir de répéter des réponses mentales ou physiques (gestes, paroles, pensées) malgré l'absence ou l'arrêt d'un stimulus,,.
L'hyperfocus ne doit pas être confondu avec la stéréotypie (un comportement idiosyncrasique hautement répétitif).

### Affections ou états associées
L'hyperfocus (ou la persévération) est souvent associé à des troubles neurodéveloppementaux, en particulier ceux considérés comme faisant partie du spectre autistique et le trouble déficitaire de l'attention avec hyperactivité (TDAH).
Dans le TDAH, il peut s'agir d'un mécanisme d'adaptation ou d'un symptôme d'autorégulation émotionnelle.
Les personnes dites « deux fois exceptionnelles », avec des troubles intellectuels élevés et des troubles d'apprentissage, peuvent avoir l'un ou l'autre des comportements d'hyperconcentration et de persévération. Ils sont souvent imités par des affections similaires impliquant un dysfonctionnement exécutif ou une dérégulation émotionnelle. Une absence de diagnostic et de traitement peut entraîner une comorbidité supplémentaire.

### TDAH
Dans le TDAH, la formulation et la réflexion peuvent être plus lentes que chez les personnes neurotypiques (bien que ce ne soit pas universel) et peuvent être « longues ou tangentielles »,. Ces symptômes d'inattention se produisent en double avec ce qui a été appelé « hyperfocus » par la déclaration de consensus européen de 2019 sur le TDAH chez l'adulte.
La surconcentration ou l'hyperconcentration se produit souvent si la personne trouve quelque chose de "très intéressant et/ou offre une gratification instantanée, par exemple lors de jeux sur ordinateur ou lors de discussions en ligne. Pour de telles activités, une forte concentration peut perdurer des heures.
Le TDAH est une difficulté à diriger son attention (une fonction exécutive du lobe frontal), et non un manque d'attention,,.
D'autres situations peu susceptibles d'être confondues avec l'hyperfocus impliquent souvent la pensée en boucle ou la répétition de comportements que l'on observe par exemple dans le trouble obsessionnel compulsif (TOC), à la suite de traumatismes, et dans certains cas de lésions cérébrales traumatiques.

### Autisme
Deux des principaux traits caractérisant les troubles du spectre autistique (TSA) comprennent la production de sons ou de mouvements répétitifs et une hyperfixation de l'attention sur diverses choses, y compris des sujets, des thèmes et des activités. Concernant l'hyperfocus dans le contexte des TSA, on parle aussi d'intérêts spécifiques (ou restreints) et on a parlé d'incapacité à rediriger les pensées ou les tâches quand le contexte change (flexibilité cognitive).
Une explication avancée à l'hyperfocalisation chez la personne autiste est que l'activité sur laquelle elle est hyperfocalisée est prévisible. L'aversion pour les situations imprévisibles est une caractéristique des TSA tout en se concentrant sur quelque chose de prévisible, ils auront du mal à passer à une tâche imprévisible.

### Schizophrénie
La schizophrénie est un état mental caractérisé par une déconnexion du réel, dont via la mégalomanie (illusions grandioses), une pensée désorganisée et un comportement social anormal.
Récemment, une forme d'hyperfocus a attiré l'attention dans le cadre des symptômes cognitifs associés au trouble schizophrénique. Cette hypothèse suggère que l'hyperfocus est la raison pour laquelle les personnes atteintes de schizophrénie éprouvent des difficultés à répartir leur attention sur plusieurs choses.